# Ozyptila formosa
Ozyptila formosa är en spindelart som beskrevs av Bryant 1930. Ozyptila formosa ingår i släktet Ozyptila och familjen krabbspindlar. Inga underarter finns listade i Catalogue of Life.